# 11323 Nasu
11323 Nasu eller 1995 QC2 är en asteroid i huvudbältet som upptäcktes den 21 augusti 1995 av de båda japanska astronomerna Kazuro Watanabe och Kin Endate vid Kitami-observatoriet. Den är uppkallad efter redaktören Eiichi Nasu.
Asteroiden har en diameter på ungefär 5 kilometer.